# Lakshmipur (distrito)
Lakshmipur é um distrito localizado na divisão de Chatigão, em Bangladexe.